# Aeroporto Capitán Vicente Almandos Amonacid
O Aeroporto Capitán Vicente Almandos Almonacid(em castelhano:  Aeropuerto de La Rioja - Capitán Vicente Almandos Almonacid) (IATA: IRJ, ICAO: SANL) é o aeroporto que serve a cidade de La Rioja, província de La Rioja, Argentina. Possui um terminal de passageiros de 940 m² , 85,000 m² de pistas, 33,800 m² de pistas de Taxi,um hangar de 1,730 m² e um estacionamento para 70 carros.

## História
O Aeroporto Capitán Vicente Almandos Almonacid começou a operar em 11 de outubro de 1948 com uma pista de 1200 metros e orientação 18/36. No ano seguinte a pista foi ampliada, passando a ter 1860 metros de comprimento e 40 metros de largura, o que possibilitou o pouso dos aviões Viking da Força Aérea Argentina. O primeiro terminal de passageiros foi inaugurado em maio de 1951, permitindo a partir desse ano a operação de voos regulares pela Aerolíneas Argentinas. Em 1969 foi construída a atual pista pista de pouso,permitindo a operação dos Caravelle da Aerolíneas Argentinas.
Em 1978 o atual terminal foi concluído e em 16 de março de 1999 a operação do aeroporto passou a ser responsabilidade da empresa Aeropuertos Argentina 2000 S.A.

## Companhias Aéreas e Destinos

### Terminal A
| Companhias            | Destinos                           |
| --------------------- | ---------------------------------- |
| Aerolíneas Argentinas | Buenos Aires-Aeroparque, Catamarca |